# Église Notre-Dame-de-Nazareth de Plancoët
Pour les articles homonymes, voir Église Notre-Dame-de-Nazareth et Église Notre-Dame.
L'église Notre-Dame-de-Nazareth est un édifice situé à Plancoët, en France.

## Localisation
L'église est située sur le territoire de la commune de Plancoët dans le département des Côtes-d'Armor, dans la région Bretagne.

## Description
L'église est construite sur la base d'un plan basilical. Elle est composée d'un vaisseau central et d'un collatéral de part et d'autre. La façade pignon est divisée en 3 parties marquant l'emplacement des collatéraux par rapport au vaisseau central grâce aux contreforts en granite bleu. Le granite bleu est également employé pour les encadrements des ouvertures afin de marquer la polychromie. Les portes sont exécutées dans le style classique. L'entrée principale est décorée de colonnes engagées au fût lisse et aux chapiteaux ioniques. L'entablement est sculpté de triglyphe et le fronton triangulaire porte des modillons. Les baies sont en plein-cintre. Les portes donnant accès aux collatéraux sont surmontées d'un fronton triangulaire. Les ouvertures en façade de la reconstruction sont plus grandes que les anciennes. La maîtresse-verrière ne se situe pas sur le chevet. Elle est installée sur la façade nord et éclaire l'autel latéralement. Cette disposition est sûrement liée au baldaquin (classé) disposé au-dessus de l'autel. En vis-à-vis, une autre ouverture en plein-cintre permettait aux religieux de suivre la messe en même temps que les laïcs, sans communication entre eux. L'enfeu enchâssé dans la maçonnerie dans le collatéral droit serait celui de la baronne de la Hunaudaye. Son cercueil de plomb est transporté à la chapelle de Nazareth en décembre 1647, avant même la construction de l'église, en prévision d'y reposer. Le couvent Le corps principal du logis, orientée au sud-ouest, est un long bâti flanqué d'un pavillon au sud-est et communique avec l'église au nord-ouest par le biais du clocher. Le bâti est composé d'un étage carré et d'un étage de comble à surcroit. Des consoles de pierres en façade indiquent la présence d'une ancienne coursive extérieure qui desservait les différentes pièces de l'étage. Les grandes fenêtres de l'étage étaient alors des portes. Une cheminée monumentale est encore visible à l'intérieur de l'édifice, signalé par la souche de cheminée sculptée visible de l’extérieur. Un vaisselier en pierre est intégré dans la maçonnerie à droite de la cheminée, alors qu'un placard en pierre est intégré à gauche de celle-ci.
La majorité des vitraux sont de l'atelier Megnen, Clamens, Bordereau d'Angers et datent de la fin du XIXe siècle.

## Historique
L'église a été construite par les dominicains afin de remplacer une chapelle édifiée en 1644 ou 1664. La nef et le chœur datent du XVIIe siècle. Des travaux ont été entrepris à la fin du XIXe siècle, la nef a été allongée de 5 m, la façade est refaite,.
L'église est inscrite à l'inventaire général du patrimoine culturel.

## Galerie

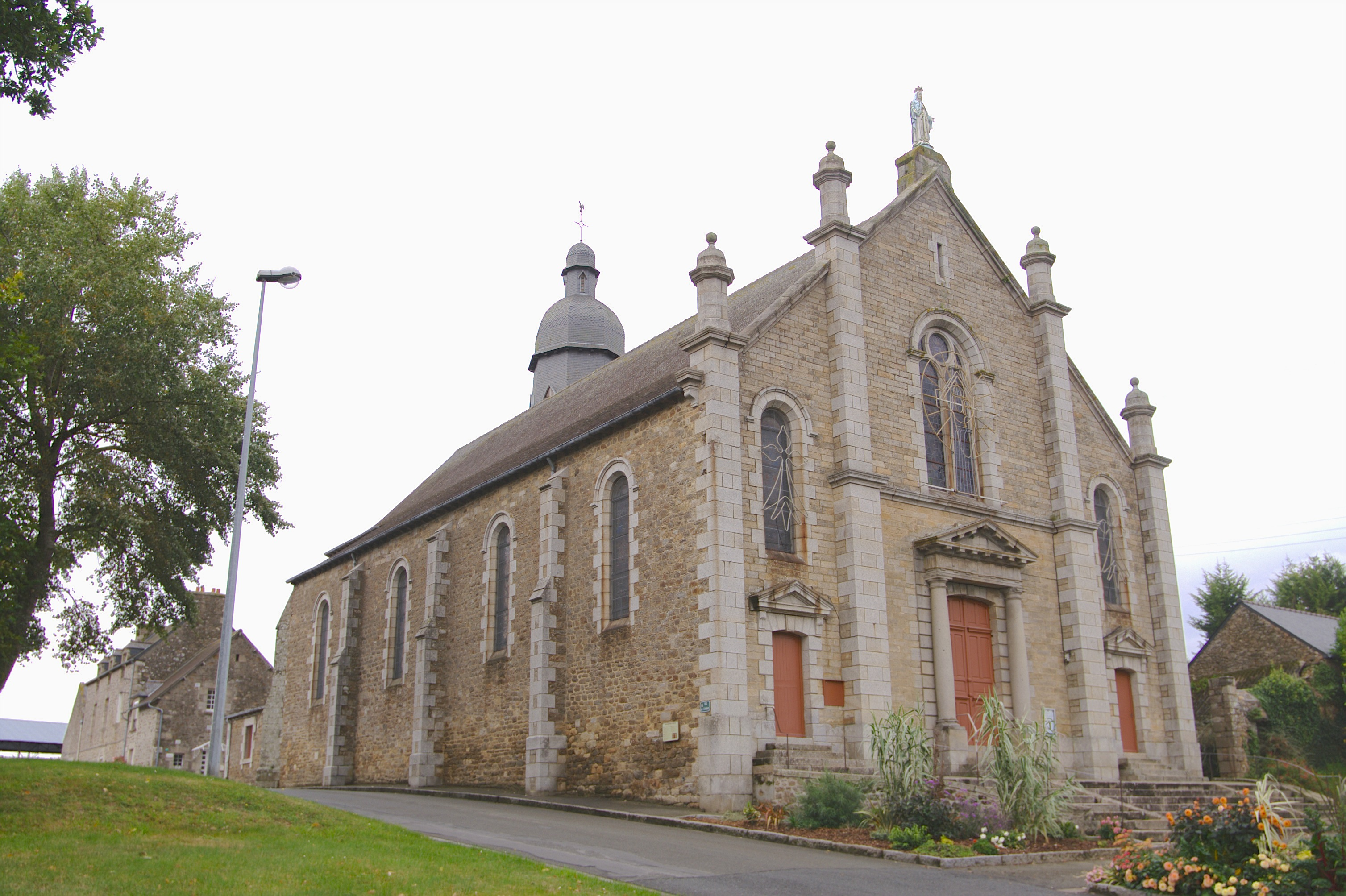
L'église Notre-Dame-de-Nazareth en 2011…
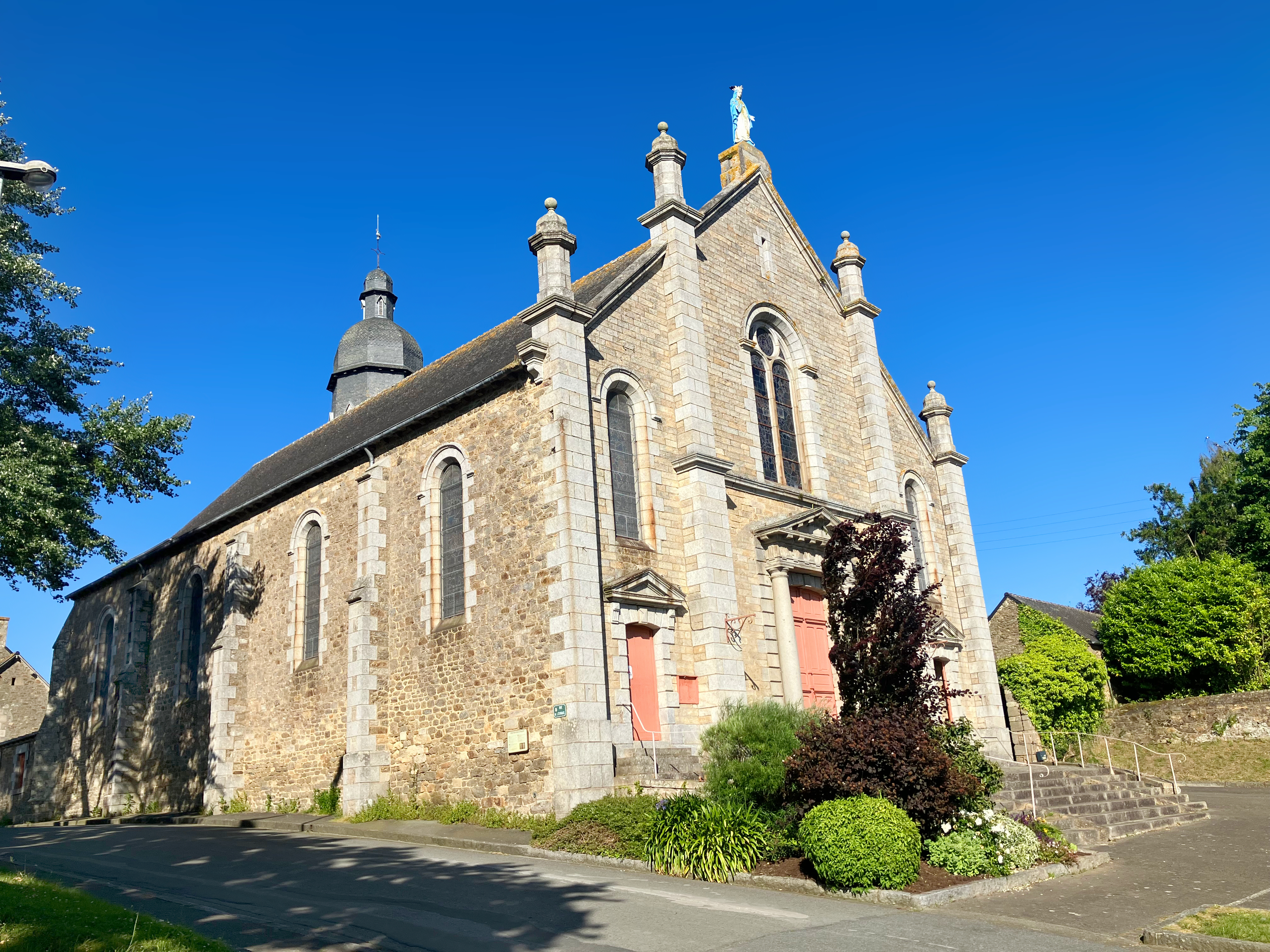
… et en 2024.
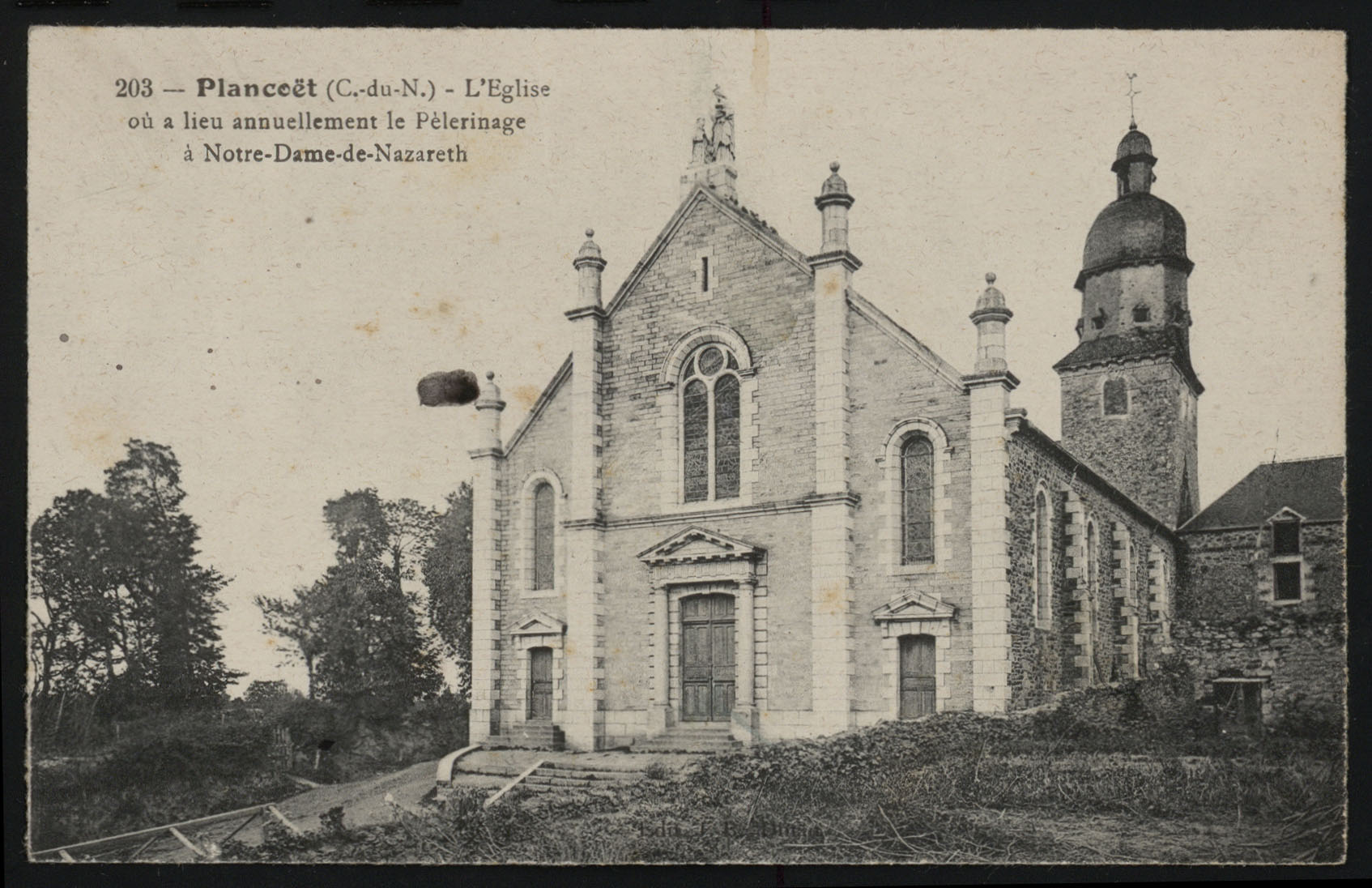
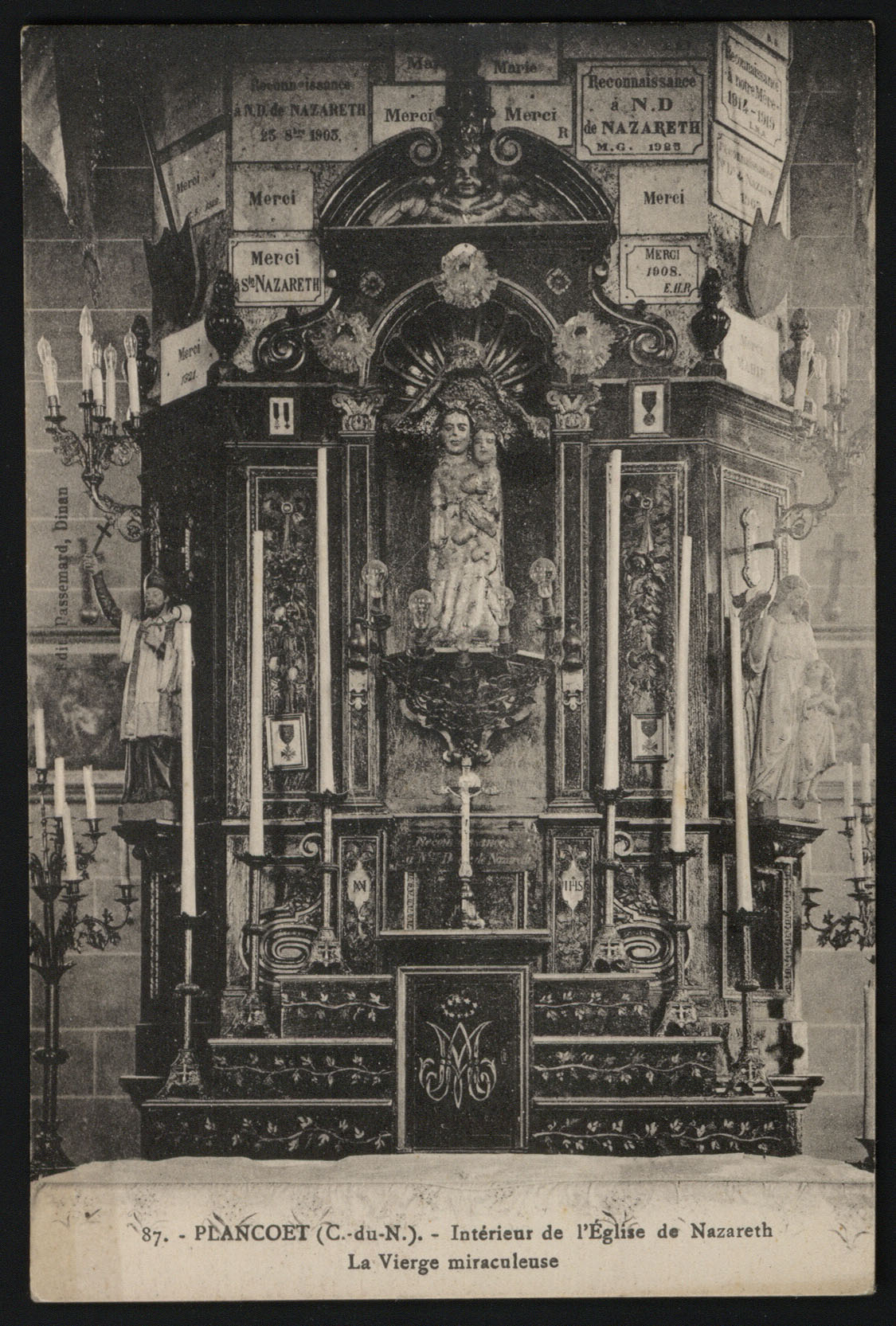
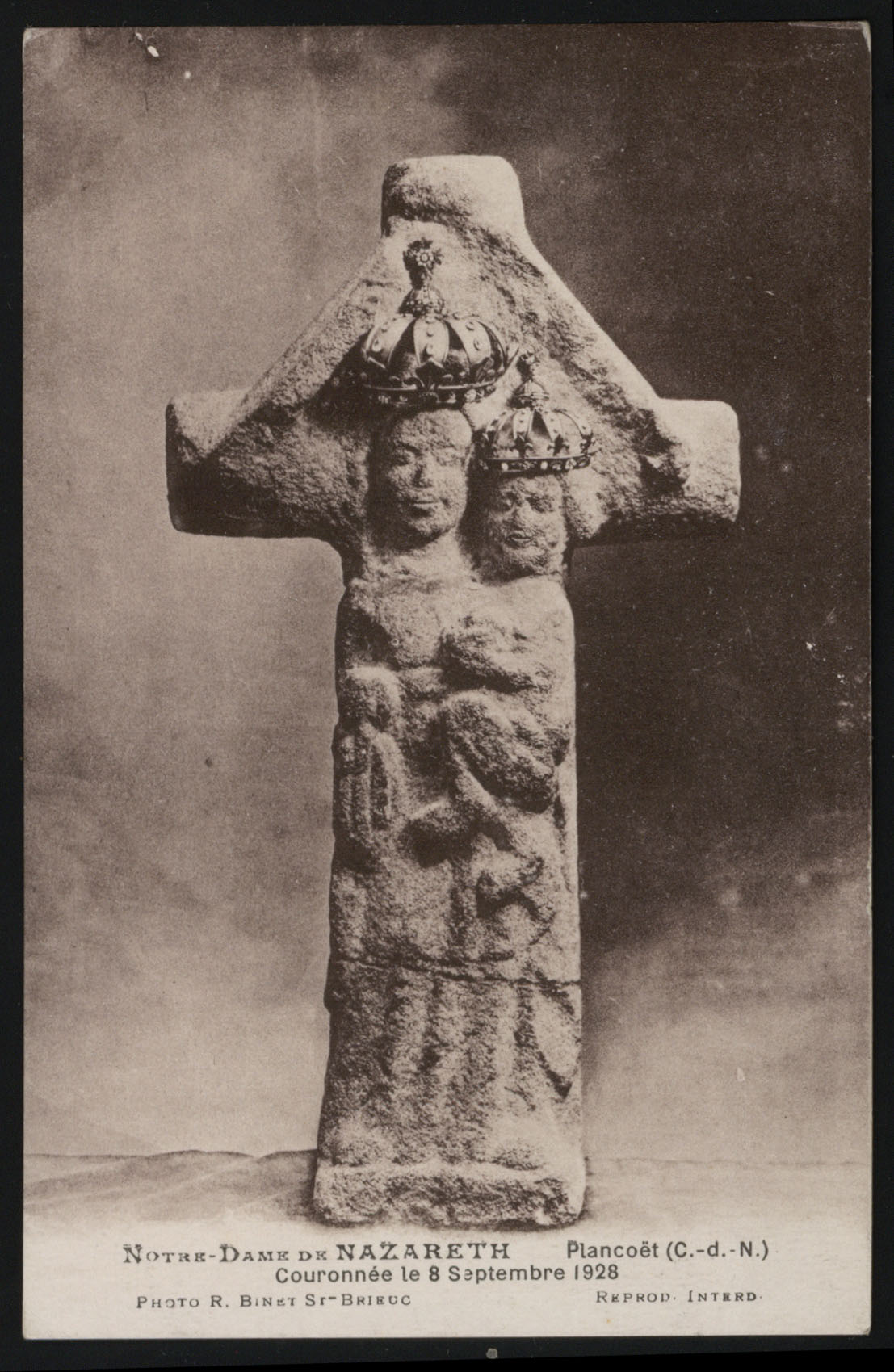